# Héctor Santos
Héctor Santos (29 ottobre 1944 – 7 maggio 2019) è stato un calciatore uruguaiano, di ruolo portiere.

## Biografia
Héctor Ignacio Santos, conosciuto anche con il soprannome di "Patín", nacque a Montevideo il 29 ottobre 1944. È scomparso il 7 maggio 2019, sempre a Montevideo. È stato un portiere uruguaiano noto per la sua lunga carriera in patria e all'estero, nonché per le sue presenze nella nazionale uruguaiana negli anni '70.

## Carriera
Santos iniziò la sua carriera calcistica nel 1964 con il Defensor Sporting, dove giocò fino al 1965. Passò quindi al Peñarol (1966-1969) e successivamente al Bella Vista nel (1969-1970). 
Dal 1970 al 1971 vestì la maglia del Nacional, con cui conquistò numerosi titoli, tra cui la Copa Libertadores 1971, la Coppa Intercontinentale 1971 e il campionato uruguaiano.
Proseguì la sua carriera all'estero, trasferendosi in Perù con l'Alianza Lima (1973-1974), per poi fare ritorno al Nacional (1974-1976). Successivamente giocò in Ecuador con il Barcelona Sporting Club (1976-1977), poi con il Fénix (1977-1978), in Cile con il Green Cross Temuco (1978-1980) e infine con il Cerro nella stagione (1980-1981), anno in cui concluse la sua carriera agonistica.

## Caratteristiche tecniche
Portiere affidabile e carismatico, Santos era noto per la sua reattività tra i pali, la sicurezza nelle uscite e lo spirito combattivo. Anche se spesso ricoprì il ruolo di secondo portiere dietro a campioni come Ladislao Mazurkiewicz o Manga, dimostrò sempre grande professionalità e si fece apprezzare per la sua prontezza e l’attaccamento alla squadra. Era considerato un leader nello spogliatoio, capace di infondere sicurezza alla difesa.